# G.M. Ford
Gerald M. Ford, wydaje książki jako G. M. Ford – amerykański autor powieści kryminalnych. Wydał serię 7 powieści, których bohaterem jest Leo Waterman, detektyw z Seattle, brak polskich tłumaczeń.

## Książki
- Bezimienna noc - Nameless Night (USA)/Identity (Wielka Brytania)

### Seria o Franku Corso
- Furia – Fury
- Czarna rzeka – Black River
- Bielmo – A Blind Eye